# 山中企画
株式会社山中企画（やまなかきかく）は日本の出版社、芸能事務所。浅井企画グループの1つで、埼玉県さいたま市に登記上本社、東京都北区西ヶ原に東京事務所を置く。代表取締役は山中伊知郎。

## 概要
2006年（平成18年）5月、放送作家の山中伊知郎が、浅井企画のタレント育成に携わった経験から、浅井企画の川岸咨鴻（ことひろ）専務、同社の増田マネージャーを役員に招き、栃木県那須塩原市にある那須お笑い学校の卒業生等の受け入れを目的として設立した。
当初は浅井企画の二軍的位置付けをとり、浅井へタレントを送り出すことを想定していたが、のちに山中企画単独でメジャータレントを育てる方針に変更。所属タレントが「エンタの神様」（日本テレビ）といったお笑い番組に出演するなどの成果を出した。
しかしこの計画はうまくいかず、2009年（平成21年）までに所属タレント・作家のほとんどが山中企画から離れる結果となる。その後は戦略を変え、他事務所のタレントや、山中が教鞭をとるお笑い芸人スクールの生徒らを起用してのお笑いライブプロデュースに重心を移した。
2014年をもってマネジメント部門は休止。お笑いライブ事業も「ちょっと昭和なヤングたち」に絞っている。
代表の山中が「著述家」の顔も持っていることから、現在は「書籍編集」が山中企画の主要事業となっており、2012年（平成24年）5月には「ザ・浅草芸人 中二階の男 チャンス青木」で、自社による書籍発売も開始した。得意とする芸能分野の書籍のほか、現在は健康やビジネス分野の書籍にも進出している。

## 所属作家
GERASIX（業務提携）

## 過去に所属した芸人
- デニッシュ - ワタナベエンターテインメントに移籍、解散
- とっこねぇ - 休業、山中とは現在も接点あり
- 三丁目クルー - 解散
- オレンジライオン
- うかれ小島
- ひでのりん - プロダクションHITに移籍
- きゃおりん - フリー
- きの
- 蒸気ピアノ
- 波照間てるこ。 - 廃業
- 123☆45 - グレープカンパニーに移籍
- Theかれー王 - 個人事務所に移籍

## 山中企画出版物一覧
- ザ・浅草芸人 中二階の男 チャンス青木（著者:山中伊知郎）
- 「心の病」は、腸を診れば治る!?―長崎発★東洋医学医師田中保郎の挑戦（著者:山中伊知郎）
  - 人の心は腸にあり－長崎発★東洋医学医師田中保郎の挑戦2（著者・山中伊知郎）
- 元気になる毒蝮三太夫語録（著者・山中伊知郎）
- 「腸」整体師になろう 脱サラ、女性、大歓迎!（著者・中山建三）
- 腸を愛する習慣―丈夫な腸づくりには、腸内細菌を育てよう（著者・井原敏男）
- 河崎実監督の絶対やせる爆笑痛快人生読本（著者・河崎実）
- とっこねぇの元気に笑って！　ごじゃ人っぺ一代記（著者・井上時子）
- ヤクザをやめて20年！　ずっと年収1億超を続ける「栃木のアニキ」29の教え（著者・ひのえ太郎）
- よくわかる東洋医学考根論（著者・田中保郎）
- 世界で一番起業家とベンチャー企業を創出する。（内藤真一郎+ファインドスターグループ代表）
- 天草(ふるさと)に恩返し、そして師匠に恩返し（著者・天草二郎）
- 沖縄で腸をケアして健康長寿―そしてやがては穏やかな死（著者・山中伊知郎）
- うつ・不眠も「腸」のケアで改善!家庭で出来る東洋医学考根論（著者・田中保郎）
- 夫婦で学べる！　 認知症、寝たきりを防ぐ奇跡の「腸」整体法（著者・中山建三）
- アメではない！  人生をナメるのだ！（著者・青木ヨースケ）
- 私はいかにして30年、一度も自腹を切らずに「電エース」を作り続けられたのか（著者・河崎実）
- きんぞうの「でほらぐ話」（著者・嶋均三）
- 腸内フローラが生み出す究極の健康物質「醍醐(第五段階発酵物質)」とは？（著者・田中保郎）
- 福島の歌うオバチャンの　みんな、元気になーれ！（著者・紅晴美）
- Re婚相談所/Re婚シェルジュ（著者・ナカヤタエ）
- 目が見えない演歌歌手（著者・清水博正）
- オタク稼業秘伝ノ書（著者・高橋信之）
- 生かされて（著者・たきのえいじ）
- 「病名医療」で漢方薬は使うな！？（著者・山中伊知郎）
- 動画『ンダモシタン小林』から辿りついた小林市の美と元氣を創る「匠」たち(著者・山中伊知郎)
- 最後のGSといわれた男(著者・キムタケ)
- 鷹山政治の継承(著者・安部三十郎)
- 横浜・野毛　大道芝居の日々(著者・野毛風太郎)
- 尼僧・美清のしあわせの「○」(著者・高橋美清)
- GS第三世代50年後の逆襲(著者・木村みのる、高宮雄次)
- ご先祖様菌(著者・清水正彦)
- 「ひきこもり」は腸で治す!?(著者・田中保郎、高石知枝、中山建三)
- タブレット純のGS聖地純礼(著者・タブレット純)
- 中小企業再建ドクター(著者・大和竜一)
- 恋のからかさ夫婦舞(著者・江河愛司、絵川美登里)
- ひとり出版社は人生の楽園(著者・山中伊知郎)
- タブレット純のムードコーラス聖地純礼（著者・タブレット純）
- 腸を診る医学（著者・田中保郎）
- あなたの知らない「原価」の世界(著者・山中伊知郎)
- 川岸咨鴻伝　コサキンを「3億年許さん！」と叱責した男(著者・山中伊知郎)
- タブレット純のローヤルレコード聖地純礼(著者・タブレット純)
- 「声」に導かれて(著者・東海林令子)
- 愛人!? 困っちゃう・・・（著者・保科有里）
- タブレット純の日本芸能イジン伝その１　おひとりさま芸能人エド山口に訊く！（著者・タブレット純）